# Бондарєв Микола Автономович
Микола Автономович Бо́ндарєв (22 травня 1907, Вербове — 1976, Куйбишев) — російський радянський театральний режисер і педагог. Заслужений діяч мистецтв РРФСР з 1952 року. Чоловік драматурга Єлизавети Бондарєвої.

## Життєпис
Народився 22 травня 1907 року в селі Вербовому (нині Тульчинський район Вінницької області, Україна).
У 1937 році приїхав до Курська, де у Курському драматичному театрі розпочав режисерську діяльність під керівництвом головного режисера театру Олександра Каніна. 1940 року закінчив Московський театральний інститут.
Після німецько-радянської війни, у 1945 році, повернувся до Курського драматичного театру і вже як головний режисер і пропрацював у ньому до 1949 року. Працював у театрах Бузулука, Чкалова, Ташкента. Був режисером Приморського крайового театру драми.
У 1954—1957 роках та у 1959—1962 роках був режисером Саратовського академічного драматичного театру, згодом — педагог студії при цьому ж театрі та театрального факультету Саратовської державної консерваторії. Серед його учнів — Володимир Аукштикальніс, Борис Дмитрієв, Лариса Хромова.
В останні роки жив у Куйбишеві, де і помер у 1976 році. Похований у Самарі на 2-й лінії старої території цвинтаря «Рубіжного».

## Постановки
Курський драматичний театр
1937—1941
- «Ромео і Джульєтта» Вільяма Шекспіра;
- «Таня» Олексія Арбузова;
- «Марія Тюдор» Віктора Гюго;
- «Підступність і кохання» Фрідріха Шиллера;

1945—1949
- «Варвари» Максима Горького;
- «Камінний господар» Лесі Українки;
- «Великий государ» Володимира Соловйова;
- «Давним-давно» Олександра Гладкова.

Саратовський драматичний театр
- «Кремлівські куранти» Миколи Погодіна (1956);
- «Оптимістична трагедія» Всеволода Вишневського (1957);
- «Чайки над морем» Єлизавети Бондарєвої (1959);
- «Суперниці», «Кришталевий ключ», «Друзі мої» Єлизавети Бондарєвої;
- «Антоній та Клеопатра» Вільяма Шекспіра;
- «Барабанщиця» Афанасія Салинського;
- «Орфей спускається до пекла» Теннессі Вільямса;
- «Роки мандрів» Олексія Арбузова.